# Malotice
Malotice település Csehországban, a Kolíni járásban. Malotice Oleška, Ždánice, Barchovice és Zásmuky településekkel határos. Lakosainak száma 362 fő (2024. január 1.).

## Népesség
A település lakosságának változását az alábbi diagram mutatja:
| Lakosok száma | 573  | 686  | 614  | 425  | 311  | 268  | 329  | 337  | 355  | 362  |
|               | 1869 | 1890 | 1921 | 1950 | 1980 | 2001 | 2017 | 2019 | 2022 | 2024 |